# Gambusia baracoana
Gambusia baracoana  — вид прісноводних живородних коропозубоподібних риб родини Пецилієвих (Poeciliidae).

## Поширення
Вид є ендеміком острова Куба. Вид названий по типовому місцезнаходжені- місту Баракоа у провінції Орьєнте.

## Опис
Дрібна рибка, 2,5-3,5 см завдовжки.